# Lars van der Haar
Lars van der Haar (Amersfoort, 23 juli 1991) is een Nederlands veldrijder.

## Loopbaan

### Jeugd
Van der Haar begon in 2002 met fietsen na turnen en judo gedaan te hebben. Hij begon als wegrenner maar concentreerde zich al snel op het veldrijden. Bij de junioren en beloften behaalde hij sinds 2007 meerdere overwinningen en hij werd in 2009 Nederlands kampioen bij de junioren. In 2010 zette hij de stap naar de beloften waar hij meteen Europees kampioen werd. In 2011 en 2012 werd hij wereldkampioen veldrijden bij de beloften.

### Prof
Sinds 2011 neemt hij deel aan profwedstrijden en behaalde reeds overwinningen bij veldrijwedstrijden in Las Vegas en Harderwijk. Na twee wereldtitels in het veld bij de beloften behaald te hebben, wilde Lars van der Haar niet nog een winter in deze opleidingscategorie aan de slag. Hij was er uitgeleerd en had het gevoel er alleen nog te kunnen verliezen. De renner uit Woudenberg vroeg en kreeg dispensatie om in de winter van 2012/2013 bij de elite te mogen veldrijden. Bij de eerste wereldbekerwedstrijd in Tábor stond hij direct op het podium als tweede. Later onttroonde hij zesvoudig Nederlands Kampioen Lars Boom als nationaal kampioen en maakte de succeswinter compleet door brons te veroveren op het wereldkampioenschap veldrijden in Louisville.
Op 20 oktober 2013 behaalde hij zijn eerste grote zege bij de elites. Hij won de Wereldbeker in Valkenburg, een week later herhaalde hij dit in Tábor. In december wist hij dan ook nog de GP Eric De Vlaeminck te Heusden-Zolder te winnen, door zijn overwinning kon de eindzege in de wereldbeker hem bijna niet meer ontglippen. Hij kroonde zich verder ook nog voor het 2de jaar op rij tot nationaal kampioen. In de laatste WB-manche van het seizoen in het Franse Nommay had hij genoeg aan een 4de plek om zijn eindoverwinning veilig te stellen. In de eindstand eindigde hij met 467 punten, 58 meer dan Philipp Walsleben.
Vanaf 1 maart 2014 komt hij uit voor het Giant-Shimano Development Team waar hij kopman wordt. Vanaf 1 januari 2015 zette hij de stap naar de UCI World Tour bij Team Giant-Alpecin. In het seizoen 2014-2015 werd Van der Haar derde tijdens zowel de Nederlandse als de Wereldkampioenschappen. Het seizoen 2015-2016 begon voor hem met een derde overwinning op een rij tijdens de Wereldbeker te Valkenburg en vervolgens won hij het Europees kampioenschap in eigen land (Huijbergen).
Op 12 mei 2016 werd bekend dat Van der Haar per 1 januari 2017 bij de Belgische formatie Telenet-Fidea Lions zal gaan rijden. Hij tekende voor drie jaar en wordt er gecoacht door Sven Nys.
Het Seizoen 2017-2018 werd helemaal gedomineerd door Mathieu Van der Poel. Toch behaalde Lars Van der Haar 2 overwinningen, waaronder de cross van Ronse, die deel uitmaakte van de DVV Verzekeringen Trofee. Daarnaast stond Lars 8 keer op het podium waaronder zilver medaille op het EK.
In 2021 zorgde hij voor een stunt door op de VAM-berg voor de 2e keer Europees kampioen te worden bij de elite, nadat hij de 3 seizoenen hiervoor geen grote cross meer had gewonnen. Kort hierna won hij de wereldbekermanche van Tábor, ook deze won hij voor een tweede keer. Verder won hij dat seizoen nog het NK en de Superprestige-cross in Asper-Gavere, dit was zijn eerste zege in dit regelmatigheidscriterium. Ook haalde hij een zilveren medaille op het WK in Fayetteville, achter de Brit Tom Pidcock. Van der Haar begon goed aan het seizoen 2022-2023 met meerdere ereplaatsen. De eerste overwinning in een grote cross dat seizoen haalde hij tijdens de Koppenbergcross, een klassieker op de kalender. Hij won deze cross na een straffe eindsprint op de laatste keer over de Koppenberg, waar hij over Michael Vanthourenhout sprong, nadat hij eerder die ronde ten val kwam. Enkele dagen hiervoor was hij op weg om de cross in Ruddervoorde te winnen, maar door 2 lekke banden in de slotfase moest hij genoegen nemen met brons. Van der Haar kende een sterk seizoen met veel podiumplaatsen. In Heusden-Zolder pakte hij de leiding over in de Superprestige, 2 manches voor het einde.

## Persoonlijk
Van der Haar woont in Woudenberg, is getrouwd met Lucy Garner, een Britse wielrenster. Samen hebben ze een dochter.

## Palmares

### Veldrijden

#### Elite

##### Overwinningen
| Seizoen   | Wereldbeker                              | Superprestige          | X2O Badkamers Trofee   | WK  | EK  | NK  | Overige                                   | Totaal aantal zeges |
| --------- | ---------------------------------------- | ---------------------- | ---------------------- | --- | --- | --- | ----------------------------------------- | ------------------- |
| 2011–2012 |                                          |                        |                        | NVT | NVT | NVT | Las Vegas, Harderwijk                     | 2                   |
| 2012-2013 |                                          |                        |                        | ↑   | NVT | ↑   | Rucphen                                   | 2                   |
| 2013-2014 | Valkenburg, Tábor, Zolder eindklassement |                        |                        | 6e  | NVT | ↑   | Dieseldorf, Surhuisterveen                | 7                   |
| 2014-2015 | Valkenburg, Zolder                       |                        |                        | ↑   | NVT | ↑   | 's-Hertogenbosch, Surhuisterveen, Rucphen | 5                   |
| 2015-2016 | Valkenburg                               |                        |                        | ↑   | ↑   | ↑   | Woerden, Boom                             | 4                   |
| 2016-2017 | Hoogerheide                              |                        |                        | 4e  | 7e  | 4e  | Woerden, Rucphen                          | 3                   |
| 2017-2018 |                                          |                        | Ronse                  | 5e  | ↑   | ↑   | Woerden                                   | 2                   |
| 2018-2019 |                                          |                        |                        | 6e  | 6e  | ↑   | Geraardsbergen, Woerden, Rucphen          | 3                   |
| 2019-2020 |                                          |                        |                        | 11e | 5e  | ↑   | Woerden                                   | 1                   |
| 2020-2021 |                                          |                        |                        | 9e  | ↑   | NVT |                                           |                     |
| 2021-2022 | Tábor                                    | Asper-Gavere           |                        | ↑   | ↑   | ↑   |                                           | 4                   |
| 2022-2023 |                                          | eindklassement         | Oudenaarde             | 4e  | ↑   | ↑   | Waterloo, Woerden                         | 5                   |
| 2023-2024 | Maasmechelen                             |                        | eindklassement         | 15e | ↑   | ↑   | Woerden                                   | 3                   |
| 2024-2025 |                                          |                        | Oudenaarde             |     | 5e  |     | Beringen, Woerden                         | 3                   |
|           |                                          |                        |                        |     |     |     |                                           |                     |
| Totaal    | 9x/1x Eindklassement                     | 1x / 1x Eindklassement | 3x / 1x Eindklassement | 0   | 3   | 4   | 21                                        | 43                  |

##### Erelijst
| Seizoen   | Aantal          | Regenboogtrui | Europeese kampioenstrui | Nederlandse kampioenentrui | SP    | WB     | DVV | UCI   |
| --------- | --------------- | ------------- | ----------------------- | -------------------------- | ----- | ------ | --- | ----- |
| 2011-2012 | 2 overwinningen | NVT           | NVT                     | NVT                        | NVT   | NVT    | NVT | 7e    |
| 2012-2013 | 2 overwinningen | Brons         | NVT                     | ↑                          | 8e    | 4e     | 38e | 5e    |
| 2013-2014 | 6 overwinningen | 6e            | NVT                     | ↑                          | 6e    | Goud   | 20e | Goud  |
| 2014-2015 | 5 overwinningen | Brons         | NVT                     | ↑                          | Brons | Zilver | 5e  | Brons |
| 2015-2016 | 4 overwinningen | Zilver        | Goud                    | ↑                          | Brons | Zilver | 4e  | 4e    |
| 2016-2017 | 3 overwinningen | 4e            | 7e                      | 4e                         | 10e   | 23e    | 13e | 11e   |
| 2017-2018 | 2 overwinningen | 5e            | Zilver                  | ↑                          | 4e    | 10e    | 6e  | Brons |
| 2018-2019 | 3 overwinningen | 6e            | 6e                      | ↑                          | ↑     | 6e     | 5e  | 5e    |
| 2019-2020 | 1 overwinning   | 11e           | 5e                      | ↑                          | ↑     | 5e     | 5e  |       |
| 2020-2021 | overwinning     | 9e            | ↑                       | NVT                        | 5e    | 8e     | 4e  | 6e    |
| 2021-2022 | 4 overwinningen | ↑             | ↑                       | ↑                          | ↑     | 5e     |     | 4e    |
| 2022-2023 | 2 overwinningen | -             | ↑                       | ↑                          | -     | -      |     |       |
| 2023-2024 | 1 overwinning   |               | ↑                       | ↑                          |       |        |     |       |

##### Uitslagen in klassementcrossen
| Seizoen   | Ruddervoorde | Zonhvoven   | Hamme(-Zogge)            | (Asper-)Gavere | Gieten       | Diegem       | Hoogstraten Merksplas | Middelkerke | Spa-Francorchamps | Boom        | Niel                     | Zolder            | Eindklassement    |
| --------- | ------------ | ----------- | ------------------------ | -------------- | ------------ | ------------ | --------------------- | ----------- | ----------------- | ----------- | ------------------------ | ----------------- | ----------------- |
| 2012-2013 | 7e op 39"    | 5e op 42"   | op 19"                   | 10e op 3'24"   | 13e op 2'01" | 9e op 39"    | NVT                   | NVT         |                   |             | Soudal Classics          | Wereldbeker       | 8e met 49 punten  |
| 2013-2014 | 4e op 31"    | 4e op 29"   | 11e op 2'11"             | 6e op 56"      | op 15"       | 6e op 1'18"  | NVT                   | 4e op 30"   |                   |             | Soudal Classics          | Wereldbeker       | 6e met 75 punten  |
| 2014-2015 | 5e op 12"    | op 13"      | Bpost bank Trofee        | 5e op 58"      | op 2"        | 4e op 9"     | 4e op 1'09"           | 4e op 30"   | op 15"            |             | Soudal Classics          | Wereldbeker       | met 99 punten     |
| 2015-2016 | 6e op 1'36"  | 5e op 1'18" | Bpost bank Trofee        | 4e op 1'00"    | op 21"       | op 3"        | 7e op 2'16"           | 6e op 1'20" | 8e op 1'42"       |             | Soudal Classics          | Wereldbeker       | met 87 punten     |
| 2016-2017 | NVT          | 4e op 46"   | DVV Verzekeringen Trofee | NVT            | 10e op 58"   | NVT          | 9e op 2'14"           | 4e op 37"   | NVT               |             | Soudal Classics          | WK en Wereldbeker | 10e met 37 punten |
| 2017-2018 | op 50"       | op 36"      | DVV Verzekeringen Trofee | 6e op 1'36"    | 4e op 33"    | 13e op 3'47" | 11e op 1'48"          | 5e op 39"   |                   | op 14"      | Soudal Classics          | Wereldbeker       | 5e met 80 punten  |
| 2018-2019 | 8e op 1'05"  | 4e op 2'03" | DVV Verzekeringen Trofee | 5e op 1'50"    | 4e op 1'40"  | 4e op 43"    | 7e op 1'50"           | 4e op 40"   |                   | 6e op 33"   | DVV Verzekeringen Trofee | Wereldbeker       | met 86 punten     |
| 2019-2020 | 11e op 3'01" | 5e op 45"   | DVV Verzekeringen Trofee | op 43"         | 4e op 43"    | 5e op 41"    | NVT                   | 4e op 32"   |                   | 5e op 51"   | Rectavit Series          | Wereldbeker       | met 76 punten     |
| 2020-2021 | op 19"       | Wereldbeker | X²O Badkamers Trofee     | 5e op 1'01"    | 5e op 1'03"  | Wereldbeker  | 6e op 27"             |             |                   | 8e op 1'46" | 4e op 44"                | op 39"            |                   |

| Seizoen   | Tabor       | Pilsen       | Koksijde     | Roubaix   | Namen        | Zolder        | Rome      | Hoogerheide | Valkenburg  | Nommay      | Milton Keynes | Las Vegas | Lignièrs-en-Berry | Iowa         | Zeven        | Fiuggi      | Waterloo     | Bogense   | Bern           | Pontchâteau | Dendermonde | Hulst       | Overijse     | Eindklassement     |
| --------- | ----------- | ------------ | ------------ | --------- | ------------ | ------------- | --------- | ----------- | ----------- | ----------- | ------------- | --------- | ----------------- | ------------ | ------------ | ----------- | ------------ | --------- | -------------- | ----------- | ----------- | ----------- | ------------ | ------------------ |
| 2012-2013 | op 14"      | 23e op 5'07" | 9e op 1'44"  | 5e op 20" | 8e op 2'50"  | 7e op 50"     | 6e op 50" | op 7"       |             |             |               |           |                   |              |              |             |              |           |                |             |             |             |              | 4e met 411 punten  |
| 2013-2014 | Goud        |              | 10e op 1'33" |           | 5e op 36"    | Goud          | op 4"     | WK          | Goud        | 4e op 1'01" |               |           |                   |              |              |             |              |           |                |             |             |             |              | met 467 punten     |
| 2014-2015 | WK          |              | NVT          | afgelast  | op 10"       | Goud          |           | 5e op 1'37" | Goud        |             | 4e op 19"     |           |                   |              |              |             |              |           |                |             |             |             |              | met 345 punten     |
| 2015-2016 | Toi Toi Cup |              | 4e op 1'12"  |           | 5e op 58"    | op 46"        |           | 7e op 2'16" | Goud        |             |               | 4e op 52" | op 17"            |              |              |             |              |           |                |             |             |             |              | met 433 punten     |
| 2016-2017 | Toi Toi Cup |              | afgelast     |           | NVT          | 31e op 5'02"  |           | Goud        | 7e op 1'07" |             |               | NVT       |                   | NVT          | NVT          | 8e op 1'24" |              |           |                | EK          |             |             | Brico Cross  | 23e met 194 punten |
| 2017-2018 | EK          |              | op 39"       |           | 19e op 5'05" | 4e op 1'18"   |           | 9e op 3'02" | WK          | NVT         |               |           |                   | 5e op 58"    | 11e op 3'08" |             | 17e op 2'04" | 4e op 47" | EKZ Cross Tour |             |             |             | Brico Cross  | 10e met 395 punten |
| 2018-2019 | op 20"      |              | 4e op 1'45"  |           | 10e op 3'50" | 8e op 1'07"   |           | 8e op 3'07" |             |             |               |           |                   | 11e op 2'40" |              |             | 18e op 3'07" | WK        | 9e op 1'22"    | 4e op 8"    |             |             | Brico Cross  | 6e met 436 punten  |
| 2019-2020 | op 12"      |              | 4e op 40"    |           | 6e op 1'48"  | 9e op 37"     |           | 6e op 50"   |             | 4e op 1'28" |               |           |                   | 6e op 1'25"  |              |             | 13e op 4'00" |           | 6e op 1'02"    |             |             |             | Ethias Cross | 5e met 467 punten  |
| 2020-2021 | 5e op 21"   |              | afgelast     |           | 6e op 2'17"  | Superprestige |           | afgelast    |             |             |               |           |                   |              |              |             |              |           | EKZ Cross Tour |             | NVT         | 6e op 3'19" |              |                    |

| Seizoen   | Ronse       | Koppenberg  | Hasselt         | Essen        | Loenhout     | Baal         | Lille       | Oostmalle   | Hamme         | Antwerpen       | Sint-Niklaas    | Niel            | Brussel     | Kortrijk  | Herentals   | Eindklassement |
| --------- | ----------- | ----------- | --------------- | ------------ | ------------ | ------------ | ----------- | ----------- | ------------- | --------------- | --------------- | --------------- | ----------- | --------- | ----------- | -------------- |
| 2012-2013 | 8e op 2'39" | NVT         | NVT             | NVT          | NVT          | NVT          | NVT         | NVT         | Superprestige | Soudal Classics | losse cross     | Soudal Classics |             |           |             | 38e op 38'29"  |
| 2013-2014 | 7e op 1'35" | NVT         | NVT             | NVT          | NVT          | NVT          | Zilver      | 4e op 55"   | Superprestige | Soudal Classics | losse cross     | Soudal Classics |             |           |             | 64e op 27'30"  |
| 2014-2015 | 5e op 1'04" | 6e op 53"   | 5e op 1'04"     | 15e op 3'29" | NVT          | op 46"       | 4e op 37"   | losse cross | 6e op 8"      | Soudal Classics | losse cross     | Soudal Classics |             |           |             | 5e op 12'12"   |
| 2015-2016 | op 8"       | op 37"      | Soudal Classics | NVT          | 14e op 25"   | 7e op 1'20"  | BK          | losse cross | 4e op 1'25"   | op 31"          | 8e op 1'26"     | Soudal Classics |             |           |             | 4e op 11'49"   |
| 2016-2017 | 6e op 1'04" | op 34"      | Soudal Classics | NVT          | 19e op 2'37" | 13e op 2'32" | 5e op 4"    | losse cross | NVT           | NVT             | Soudal Classics | Soudal Classics |             |           |             | 13e op 22'34"  |
| 2017-2018 | Goud        | op 24"      | Soudal Classics | 5e op 1'04"  | 17e op 3'36" | NVT          | 5e op 1'12" | losse cross | 7e op 1'15"   | 4e op 1'10"     | Soudal Classics | Soudal Classics |             |           |             | 6e op 14'21"   |
| 2018-2019 | Brico Cross | 4e op 58"   | Soudal Classics | Brico Cross  | 15e op 1'59" | 10e op 1'42" | 4e op 14"   | losse cross | 9e op 2'02"   | 7e op 2'44"     | Soudal Classics | 4e op 45"       | 4e op 1'07" |           |             | 5e op 8'39"    |
| 2019-2020 | 6e op 2'32" | 5e op 2'10" |                 | Ethias Cross | 10e op 1'41" | NVT          | 7e op 50"   | losse cross | 4e op 1'06"   | BK              | Rectavit Series | Rectavit Series | 9e op 2'16" | 7e op 32" |             | 5e op 12'23"   |
| 2020-2021 |             | op 43"      |                 | Ethias Cross |              | 7e op 1'59"  |             |             |               | 5e op 43"       | Rectavit Series | Superprestige   |             | op 7"     | 8e op 2'48" |                |

##### Overige crossen
2012-2013
- Cross Vegas, Las Vegas (VS): 4e op 30"
- Vlaamse Industrieprijs Bosduin, Kalmthout (Bel): 4e op 13"
- Kiremko Nacht van Woerden,Woerden (Ned): 7e op 45"
- EK U23, Ipswich (Eng):
- Cyclocross Leuven, Leuven (Bel): 19e op 2'58"
- Centrumcross, Surhuisterveen (Ned): 4e op 33"
- NK, Hilvarenbeek (Ned):
- GP Rucphen, Rucphen (Ned):
- WK, Louisville (VS):  op 25"

2013-2014
- Steenbergcross, Erpe-Mere (Bel): 7e op 1'43"
- GP Neerpelt, Neerpelt (Bel): 7e op 38"
- Crossquer Dielsdorf, Dielsdorf (Zwi):
- GP Brabant, 's-Hertogenbosch (Ned):  op 01"
- Druivencross, Overijse (Bel):  op 01"
- Vlaamse industrieprijs Bosduin, Kalmthout (Bel):  op 09"
- Centrumcross, Surhuisterveen (Ned):
- NK, Gieten (Ned):
- WK, Hoogerheide (Ned): 6e op 1'22"
- Augustijn Parkcross, Maldegem (Bel): 4e op 27"
- Cyclocross Heerlen, Heerlen (Ned) : 6e op 1'17"

2014-2015
- Cross Vegas, Las Vegas (VS):  op 04"
- Steenbergcross, Erpe-Mere (Bel): 12e op 1'16"
- GP Neerpelt, Neerpelt (Bel):  op 05"
- GP Brabant, 's-Hertogenbosch (Ned):
- Kiremko Nacht van Woerden, Woerden (Ned):  op 06"
- Centrumcross, Surhuisterveen (Ned):
- NK, Veldhoven (Ned):  op 1'12"
- GP Rucphen, Rucphen (Ned):
- WK, Tabor (Tsj):  op 17"
- Cyclocross Heerlen, Heerlen (Ned):  op 13"
- nternationale sluitingsprijs, Oostmalle (Bel): 4e op 33"

2015-2016
- Kiremko Nacht van Woerden, Woerden (Ned):
- Niels Albert Cyclocross, Boom (Bel):
- EK, Huijbergen (Ned):
- Zilvermeercross, Mol (Bel): 7e op 1'34"
- NK, Hellendoorn (Ned):  op 07"
- WK, Heusden-Zolder (Bel):  op 05"
- Internationale sluitingsprijs, Oostmalle (Bel): 5e op 15"

2016-2017
- Kiremko Nacht van Woerden, Woerden (Ned):
- EK, Pontchâteau (Fra): 7e op 49"
- Centrumcross, Surhuisterveen (Ned):  op 48"
- NK, Sint-Michielsgestel (Ned): 4e op 28"
- GP Rucphen, Rucphen (Ned):
- WK, Bieles (Lux): 4e op 2'52"
- Vestingcross, Hulst (Ned):  op 18"
- Cyclocross Leuven, Leuven (Bel): 9e op 40"
- Internationale Sluitingsprijs, Oostmalle (Bel): 10e op 1'18"

2017-2018
- Jingle Cross Rock, Iowa City (VS):
- Berencross, Meulebeke (Bel): 4e op 1'14"
- Kiremko Nacht van Woerden, Woerden (Ned):
- EK, Tabor (Tsj):  op 23"
- NK, Surhuisterveen (Ned):  op 1'10"
- WK, Valkenburg (Ned): 5e op 4'29"
- Parkcross, Maldegem (Bel): 7e op 22"
- Vestingcross, Hulst (Ned): 10e op 1'49"
- Internationale sluitingsprijs, Oostmalle (Bel): 4e op 18"

2018-2019
- Cyclocross Geraardsbergen, Geraardsbergen (Bel):
- Berencross, Meulebeke (Bel): 10e op 1'31"
- Hotondcross, Ronse (Bel): 5e op 47"
- Kiremko Nacht van Woerden, Woerden (Ned):
- EK, Rosmalen (Bel): 6e op 37"
- Druivencross, Overijse (Bel): 6e op 1'39"
- NK, Huijbergen (Ned):  op 44"
- GP Rucphen, Rucphen (Ned):
- WK, Bogense (Den): 6e op 1'10"
- Parkcross, Maldegem (Bel): 4e op 25"
- Vestingcross, Hulst (Ned):  op 07"
- Cyclocross Leuven, Leuven (Bel):  op 13"
- Internationale sluitingsprijs, Oostmalle (Bel): 4e op 24"

2019-2020
- GP Eeklo, Eeklo (Bel): 11e op 59"
- Berencross, Meulebeke (Bel): 5e op 45"
- GP Pelt, Pelt (Bel):  op 25"
- Kiremko Nacht van Woerden, Woerden (Ned):
- EK, Silvelle (Ita): 5e op 25"
- NK, Rucphen (Ned):  op 36"
- WK, Dübendorf (Zwi): 11e op 5'56"
- Parkcross, Maldegem (Bel): 5e op 19"
- Vestingcross, Hulst (Ned): 4e op 1'07"
- Cyclocross Leuven, Leuven (Bel):  op 01"
- Internationale sluitingsprijs, Oostmalle (Bel): 5e op 33"

2020-2021
- Rapencross, Lokeren (Bel): 7e op 1'33"
- Polderscross, Kruibeke (Bel): 4e op 1'41"
- Be-Mine cyclocross, Beringen (Bel):  op 35"
- EK, 's-Hertogenbosch (Ned):  op 22"
- Cyclocross Leuven, Leuven (Bel): 5e op 35"
- Zilvermeercross, Mol (Bel):  op 1'01"

#### Jeugd
| Categorie | Seizoen   | Wereldbeker                                | Superprestige                                | GVA Trofee                                | WK  | EK | NK    | Overige                        | Totaal aantal zeges |
| --------- | --------- | ------------------------------------------ | -------------------------------------------- | ----------------------------------------- | --- | -- | ----- | ------------------------------ | ------------------- |
| Junioren  | 2007-2008 |                                            | Hamme-Zogge                                  |                                           | 27e |    | Brons |                                | 2                   |
| Junioren  | 2008-2009 |                                            | Gieten                                       |                                           | 5e  | ↑  | Goud  | Neerpelt, Erpe-Mere            | 3                   |
| Junioren  | Totaal    | 0                                          | 2                                            | 0                                         | 0   | 0  | 1     | 2                              | 12                  |
| Beloften  | 2009-2010 |                                            |                                              |                                           | 10e | 7e | 11e   | Amersfoort                     | 1                   |
| Beloften  | 2010-2011 | Eindklassement                             | Zonhoven, Gieten, Diegem                     | Essen, Oostmalle, Eindklassement          | ↑   | ↑  | Goud  | Valkenburg                     | 9                   |
| Beloften  | 2011-2012 | Tábor, Liévin, Hoogerheide, Eindklassement | Asper-Gavere, Gieten, Diegem, Eindklassement | Oudenaarde, Hasselt, Baal, Eindklassement | ↑   | ↑  | Goud  | Kalmthout, Rucphen, Valkenburg | 15                  |
| Beloften  | Totaal    | 3 (2x eindklassement)                      | 6 (1x eindklassement)                        | 5 (2x eindklassement)                     | 2   | 2  | 2     | 5                              | 25                  |

### Wegwielrennen

#### Overwinningen
2012
2e etappe Tour Nivernais Morvan
2014
1e etappe Ronde van Opper-Oostenrijk
Puntenklassement Ronde van Opper-Oostenrijk
2018
Puntenklassement Ronde van Opper-Oostenrijk

#### Resultaten in voornaamste wedstrijden
| Jaar | Ronde van Italië | Ronde van Frankrijk | Ronde van Spanje |
| ---- | ---------------- | ------------------- | ---------------- |
| 2016 |                  |                     |                  |

| Jaar | Parijs-Roubaix |
| ---- | -------------- |
| 2016 | opgave         |

## Ploegen
- 2010 –  AA Drink Cycling Team
- 2013 –  Rabobank Development Team
- 2014 –  Giant-Shimano Development Team
- 2015 –  Team Giant-Alpecin
- 2016 –  Team Giant-Alpecin
- 2017 –  Telenet-Fidea Lions
- 2018 –  Telenet-Fidea Lions
- 2019 -  Telenet-Fidea Lions
- 2020 -  Telenet-Fidea Lions

van Baarle ·
Bosman ·
Bovenhuis ·
van Dongen ·
Dolfsma ·
van Empel ·
Godrie ·
van der Haar ·
Hofstede ·
Korevaar · 
van der Lijke ·
Minnaard ·
Olivier ·
Slik ·
Teunissen ·
van Trijp ·
Tusveld ·
Wubben ·
Zabel ·
Zepuntke ·
Meijers (stagiair) ·
Roosen (stagiair) 
Bertilsson · Biermans · Brockhoff · Frame · van der Haar · Haugaard · Ludvigsson · Pölder · Rask · Schachmann · Janssen (stagiair)
Arndt · Barguil · Craddock · Curvers · De Backer · De Kort · Degenkolb · Dumoulin · Fairly · Fröhlinger · Geschke · Haga · Hupond · Ji · Jones · Kittel · F. Ludvigsson · T. Ludvigsson · Mezgec · Olivier · Preidler · Sinkeldam · Stamsnijder · Timmer · Van der Haar · Veelers · Waeytens · Walscheid (stagiair)
Andersen · Arndt · Barguil · Curvers · Ten Dam · De Backer · Degenkolb · Dumoulin · Fairly · Fröhlinger · Geschke · Van der Haar · Haga · Ji · Jones · De Kort · F. Ludvigsson · T. Ludvigsson · Lunke · Oomen · Preidler · Sinkeldam · Stamsnijder · Timmer · Veelers · Waeytens · Walscheid · Hoekstra (stagiair) · Kanter (stagiair) · Tusveld (stagiair)
Aernouts · Th. Aerts · To. Aerts · Bekaert · Cleppe · Goeman · van der Haar · Hermans · van Kessel · Soete